# Хуан-Антонио-Сотильо
Хуан-Антонио-Сотильо (исп. Juan Antonio Sotillo) — муниципалитет в составе венесуэльского штата Ансоатеги. Административный центр — город Пуэрто-ла-Крус. Муниципалитет назван в честь героя борьбы за независимость Венесуэлы Хуана Антонио Сотильо.

## Административное деление
Муниципалитет делится на 2 прихода:
- Пуэрто-ла-Крус
- Посуэлос